# Tipula macropyga
Tipula macropyga är en tvåvingeart som beskrevs av Evgenyi Nikolayevich Savchenko 1952. Tipula macropyga ingår i släktet Tipula och familjen storharkrankar. Inga underarter finns listade i Catalogue of Life.